# José Gómez (músico)
José Gómez (Miranda de Arga, finales del siglo XVII – Logroño, 1743) fue un organista y maestro de capilla español.

## Vida
El nombre «José Gómez» fue de amplia difusión en su época, lo que ha dado lugar a cierta confusión al tratar de identificar a los músicos homónimos. Esta circunstancia dificulta reconstruir con precisión la trayectoria del maestro de capilla de la Colegiata de Logroño —la Redonda—, a quien se refiere esta entrada. Se desconocen tanto la fecha y el lugar de su nacimiento como los detalles relativos a su formación musical.
Las primeras noticias documentadas sobre José Gómez datan de 1717, año en que fue nombrado maestro de capilla de la Colegiata de Logroño. Su predecesor en el cargo, Celedonio de Arteaga, había fallecido en 1712, y la colegiata se demoró varios años en designar un sustituto. Durante ese periodo interino, diversos músicos vinculados a la institución asumieron temporalmente las funciones propias del maestro de capilla: en 1714, el sochantre Juan de Gandarías recibió 10 ducados por encargarse de la educación de los infantes del coro; en 1716, fray Martín de Tejada, organista del convento de San Francisco de Logroño, percibió un pago por sus servicios; y Juan Santos de Zubías, organista de la iglesia de Santa María de Palacio, fue remunerado por su participación en la función litúrgica de la Natividad de Nuestra Señora.
José Gómez fue elegido para el magisterio de capilla de la iglesia colegial de La Redonda el 25 de enero de 1717, con una asignación anual de 150 ducados. Fue el primer maestro que, además, asumió simultáneamente la organistía, unificando ambos oficios en una sola persona, circunstancia que se consolidaría como norma en el futuro. El acta de su elección especifica que, además de las funciones habituales del maestro de capilla —composición de música para las festividades solemnes, dirección de la capilla musical, instrucción de los infantes del coro, entre otras— y del organista, debía también «acompañar con la arpa en las funciones que se ofrecieren». Poco después de su nombramiento, se le entregaron 11 escudos para sufragar los gastos de traslado de su familia desde Villafranca.
Se conservan escasas noticias sobre el desempeño de José Gómez como maestro de capilla en Logroño. En noviembre de 1734 informó al cabildo que no podía abonar puntualmente las rentas de la casa que este le había arrendado en abril, manifestando que solo podía satisfacer la deuda «por San Juan de junio». Tres años más tarde, en 1737, solicitó que se realizaran reparaciones en la vivienda. En 1740 pidió la adquisición de libros de kiries e himnos para el uso del coro.
Ese mismo año, Gómez solicitó autorización para llevar a su domicilio el «organito» de la colegiata, petición que fue aceptada bajo la condición de que abonara 150 reales, reparara el instrumento y lo devolviese cuando fuera requerido o tras su fallecimiento. El instrumento volvió a mencionarse en 1747, ya fallecido el maestro, cuando el cabildo decidió restaurarlo empleando los 10 pesos que Gómez había legado en herencia.
José Gómez debió fallecer en 1743, ya que el 13 de julio de 1743 el magisterio y la organistía de la Redonda se encontraban vacantes.

## Obra
Se conservan tres composiciones de José Gómez. Dos en el Archivo Diocesano de Logroño y uno en el archivo de la iglesia parroquial de Santo Tomás de Haro.
- Salve a cinco
- Misereres
- Tres obras en romance